# Angles-sur-l'Anglin
Angles-sur-l'Anglin és un municipi francès situat al departament de la Viena i a la regió de la Nova Aquitània. L'any 2007 tenia 391 habitants.

## Demografia

### Població
El 2007 la població de fet d'Angles-sur-l'Anglin era de 391 persones. Hi havia 208 famílies de les quals 76 eren unipersonals (28 homes vivint sols i 48 dones vivint soles), 88 parelles sense fills, 32 parelles amb fills i 12 famílies monoparentals amb fills.
La població ha evolucionat segons el següent gràfic:
Habitants censats

### Habitatges
El 2007 hi havia 399 habitatges, 205 eren l'habitatge principal de la família, 171 eren segones residències i 23 estaven desocupats. 384 eren cases i 14 eren apartaments. Dels 205 habitatges principals, 168 estaven ocupats pels seus propietaris, 26 estaven llogats i ocupats pels llogaters i 11 estaven cedits a títol gratuït; 1 tenia una cambra, 14 en tenien dues, 57 en tenien tres, 57 en tenien quatre i 76 en tenien cinc o més. 133 habitatges disposaven pel capbaix d'una plaça de pàrquing. A 109 habitatges hi havia un automòbil i a 60 n'hi havia dos o més.

### Piràmide de població
La piràmide de població per edats i sexe el 2009 era:
| Homes | Edats   | Dones |
| ----- | ------- | ----- |
| 0     | 95 o +  | 0     |
| 12    | 90 a 94 | 12    |
| 8     | 85 a 89 | 12    |
| 0     | 80 a 84 | 4     |
| 8     | 75 a 79 | 20    |
| 16    | 70 a 74 | 32    |
| 20    | 65 a 69 | 20    |
| 16    | 60 a 64 | 12    |
| 0     | 55 a 59 | 4     |
| 8     | 50 a 54 | 4     |
| 16    | 45 a 49 | 16    |
| 4     | 40 a 44 | 8     |
| 20    | 35 a 39 | 4     |
| 12    | 30 a 34 | 12    |
| 12    | 25 a 29 | 4     |
| 0     | 20 a 24 | 0     |
| 4     | 15 a 19 | 4     |
| 0     | 10 a 14 | 4     |
| 8     | 5 a 9   | 16    |
| 12    | 0 a 4   | 0     |

## Economia
El 2007 la població en edat de treballar era de 200 persones, 125 eren actives i 75 eren inactives. De les 125 persones actives 115 estaven ocupades (63 homes i 52 dones) i 10 estaven aturades (3 homes i 7 dones). De les 75 persones inactives 42 estaven jubilades, 10 estaven estudiant i 23 estaven classificades com a «altres inactius».

### Ingressos
El 2009 a Angles-sur-l'Anglin hi havia 203 unitats fiscals que integraven 382,5 persones, la mediana anual d'ingressos fiscals per persona era de 16.470 €.

### Activitats econòmiques
Dels 33 establiments que hi havia el 2007, 1 era d'una empresa extractiva, 1 d'una empresa alimentària, 4 d'empreses de fabricació d'altres productes industrials, 2 d'empreses de construcció, 5 d'empreses de comerç i reparació d'automòbils, 1 d'una empresa de transport, 7 d'empreses d'hostatgeria i restauració, 1 d'una empresa financera, 1 d'una empresa immobiliària, 2 d'empreses de serveis, 2 d'entitats de l'administració pública i 6 d'empreses classificades com a «altres activitats de serveis».
Dels 11 establiments de servei als particulars que hi havia el 2009, 1 era una oficina bancària, 2 tallers de reparació d'automòbils i de material agrícola, 1 guixaire pintor, 1 perruqueria i 6 restaurants.
Dels 2 establiments comercials que hi havia el 2009, 1 era una fleca i 1 una botiga d'equipament de la llar.
L'any 2000 a Angles-sur-l'Anglin hi havia 11 explotacions agrícoles que ocupaven un total de 774 hectàrees.

## Equipaments sanitaris i escolars
L'únic equipament sanitari que hi havia el 2009 era una farmàcia.
El 2009 hi havia una escola elemental integrada dins d'un grup escolar amb les comunes properes formant una escola dispersa.

## Poblacions més properes
El següent diagrama mostra les poblacions més properes.